# Strobilanthes bipartita
Strobilanthes bipartita är en akantusväxtart som beskrevs av Terao och John Richard Ironside Wood. Strobilanthes bipartita ingår i släktet Strobilanthes och familjen akantusväxter. Inga underarter finns listade i Catalogue of Life.